# Guinetel
 (juillet 2024).
Si vous disposez d'ouvrages ou d'articles de référence ou si vous connaissez des sites web de qualité traitant du thème abordé ici, merci de compléter l'article en donnant les références utiles à sa vérifiabilité et en les liant à la section « Notes et références ».
Guinetel est un opérateur de téléphonie mobile de Guinée-Bissau. 
C'est la branche mobile de Guinée Telecom S.A.. 

## Histoire
En 2015, Guinetel et sa maison mère Guinée Telecom S.A. sont en faillite. À cause de ça, la Commission de gestion et de restructuration des entreprises a reçu pour mission de privatiser les deux entreprises.